# Ville Sirén
Ville Sirén, född 11 februari 1964 i Tammerfors, är en finländsk ishockeyscout och före detta professionell ishockeyspelare.
Ville är just nu direktör för amatörscouting i NHL-organisationen Columbus Blue Jackets. Han har tidigare varit scout för St. Louis Blues och Washington Capitals organisationer i samma liga, samt varit spelarkoordinator för FM-ligan-klubbarna Jokerit och Ilves.